# Веймарська республіка
Веймарська республіка (нім. Weimarer Republik, [ˈvaɪmaʁɐ ʁepuˈbliːk] ( прослухати)) — історична назва німецької держави, пов'язана з конституційним Національним зібранням, що засідало у Ваймарі. Офіційно держава, як і її попередниця, продовжувала називатися Німецькою Імперією (нім. Deutsches Reich; ст. 1 Конституції), але майже ніхто не використовував її протягом Веймарського періоду, і жодна назва нової держави не отримала широкого визнання. Також використовували назви Німецька Народна Держава (нім. Deutscher Volksstaat) або просто Німецька Республіка (нім. Deutsche Republik).

## Історія
Перша зареєстрована згадка про термін Republik von Weimar (Республіка Веймару) прийшла під час промови Адольфа Гітлера на мітингу нацистської партії в Мюнхені 24 лютого 1929. Через кілька тижнів термін Weimarer Republik вперше використав Гітлер у газетній статті. Лише протягом 1930-х цей термін став основним, як у Німеччині, так і за її межами.
Виникла 9 листопада 1918 року внаслідок Листопадової революції. У перші роки її політичне життя визначала парламентська більшість, що складалася з соціал-демократів, Німецької демократичної партії та Партії центру. СДПН уже відійшла від своїх колишніх революційних ідей. Демократія функціонувала. Спроби повалення державного ладу з метою встановлення соціалізму було придушено. Приватна власність залишилася недоторканною.
Але вже у 1920-ті стало видно, наскільки крихка республіканська база серед населення. Економічна криза, інфляція, окупація Руру та спроби нацистського перевороту чітко показали в 1923 році, що у Веймарській республіці демократи перебувають у меншості.
З висновком Локарнських угод у 1925 році Ліги Націй у 1926 році переможена Німеччина повернула собі політичне рівноправ'я на міжнародній арені. Цим пояснюється, що частина населення сприймала ті роки як «золоті двадцяті роки». Але період розквіту був коротким. З новою економічною кризою 1929 року почалося падіння республіки.
Веймарська конституція була за своєю суттю достатньо авторитарною та надавала президентові (обраному прямим голосуванням на сім років) дуже широкі повноваження. Президент міг будь-коли розпускати Райхстаг, навіть у першу секунду першої сесії. Президент міг як і коли завгодно призначати та звільняти з посади райхсканцлера та кабінет (ст. 53 і 54). Райхстаг міг оголосити вотум недовіри канцлерові та уряду, але не мав права це робити у разі розпуску президентом.
У разі небезпеки державі президент міг скасовувати будь-які цивільні свободи на будь-який термін (ст. 48). Райхстаг міг скасувати ці заходи, але можливість розпуску знову ж таки нейтралізовувала парламент.
Ці серйозні обмеження демократії зробили можливою фактичну самоліквідацію демократичного ладу після призначення президентом Гінденбурґом на пост райхсканцлера Адольфа Гітлера в січні 1933 року.
З цієї миті зазвичай вважається, що Веймарська республіка припинила існування та почався нацистський період — Третій Рейх. Політичні структури Третього Райху виникли, проте, не з нуля, а шляхом модифікації та підлаштування під однопартійну диктатуру нацистів наявних структур Веймарської республіки.
До 1945 формально зберігався Райхстаг, органи управління земель (як-от Пруссія), органи місцевого самоврядування нижчого рівня.

### Пояснювальні нотатки
1. ↑  Калінінградська область
2. ↑  Частини Клайпедського та Тауразького повіту
3. ↑  Дуйвельсберг[en]